# 6473 Winkler
Winkler (asteróide 6473) é um asteróide da cintura principal, a 2,3418554 UA. Possui uma excentricidade de 0,1282604 e um período orbital de 1 608,25 dias (4,41 anos).
Winkler tem uma velocidade orbital média de 18,1721414 km/s e uma inclinação de 7,43467º.
Este asteróide foi descoberto em 9 de Abril de 1986 por Edward Bowell.